# Ли Лэй
Ли Лэй (кит. упр. 李磊; 30 мая 1992, Циндао, провинция Шаньдун) — китайский футболист, левый защитник.

## Карьера
Ли Лэй начал играть в футбол в родном городе Циндао, где выступал за местный клуб «Циндао Хайлифэн», играл на позиции левого полузащитника. В дальнейшем его игрой заинтересовался получивший повышение в классе «Наньчан Баи». По окончании сезона 2009 года игрока перевели в основу.
Дебютировал 17 апреля 2010 года в возрасте 17 лет в матче против «Ханчжоу Гринтаун», однако выступил неудачно, получив прямую красную карточку после 10 минут игры за фол против игрока соперника Сунь Цзи. Несмотря на такой дебют, сразу же после отбытия дисквалификации вернулся в основу и первый полный матч сыграл 9 мая 2010 года против «Гуйчжоу Жэньхэ».
Дебютный гол забил 31 октября 2010 года в матче против «Цзянсу Сайнти», а его команда одержала победу со счётом 2-0.
16 февраля 2013 года Ли перешёл в команду «Хэнань Констракшн».